# Bambaloni

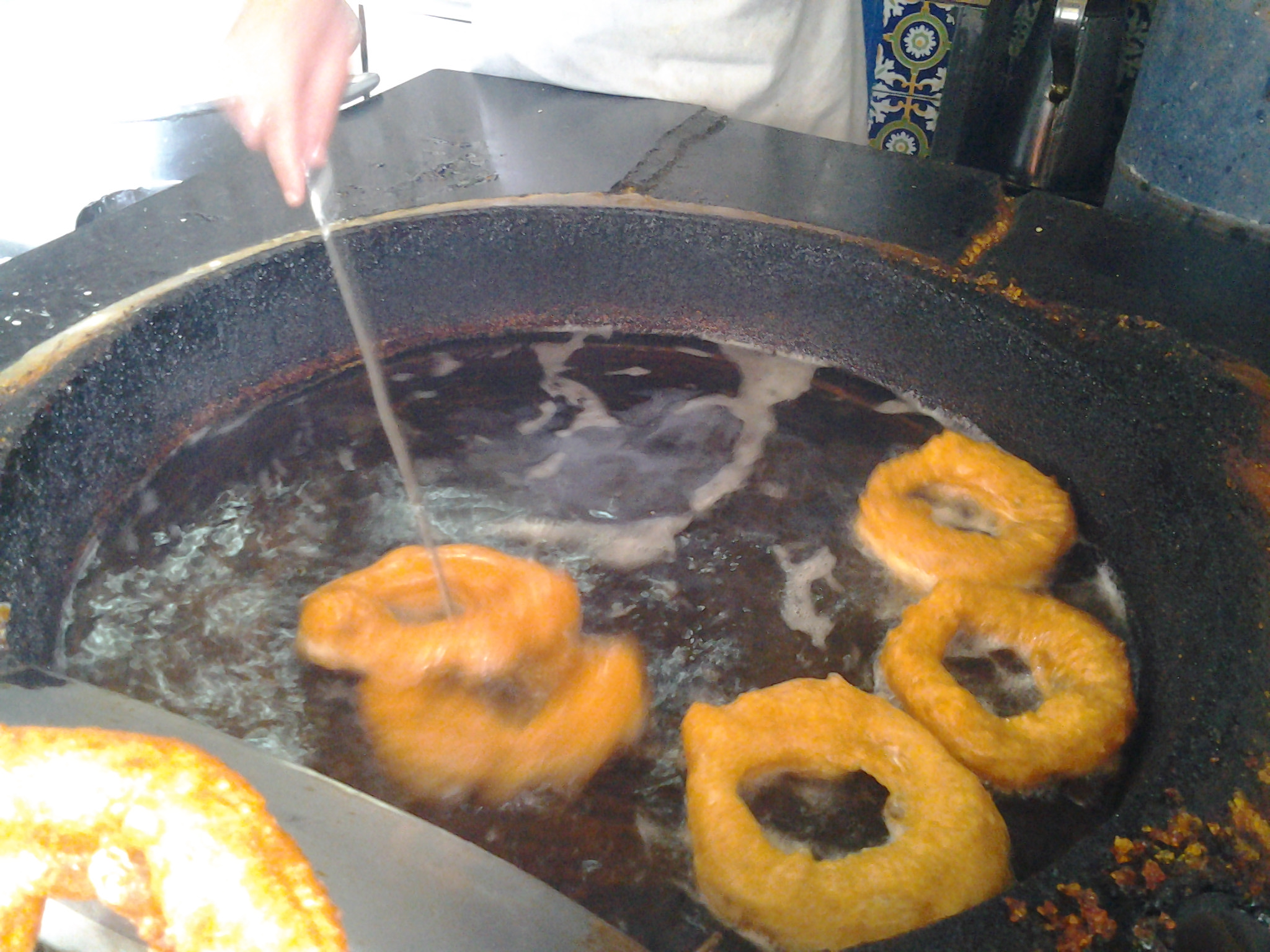
Bambaloni o Donut frito

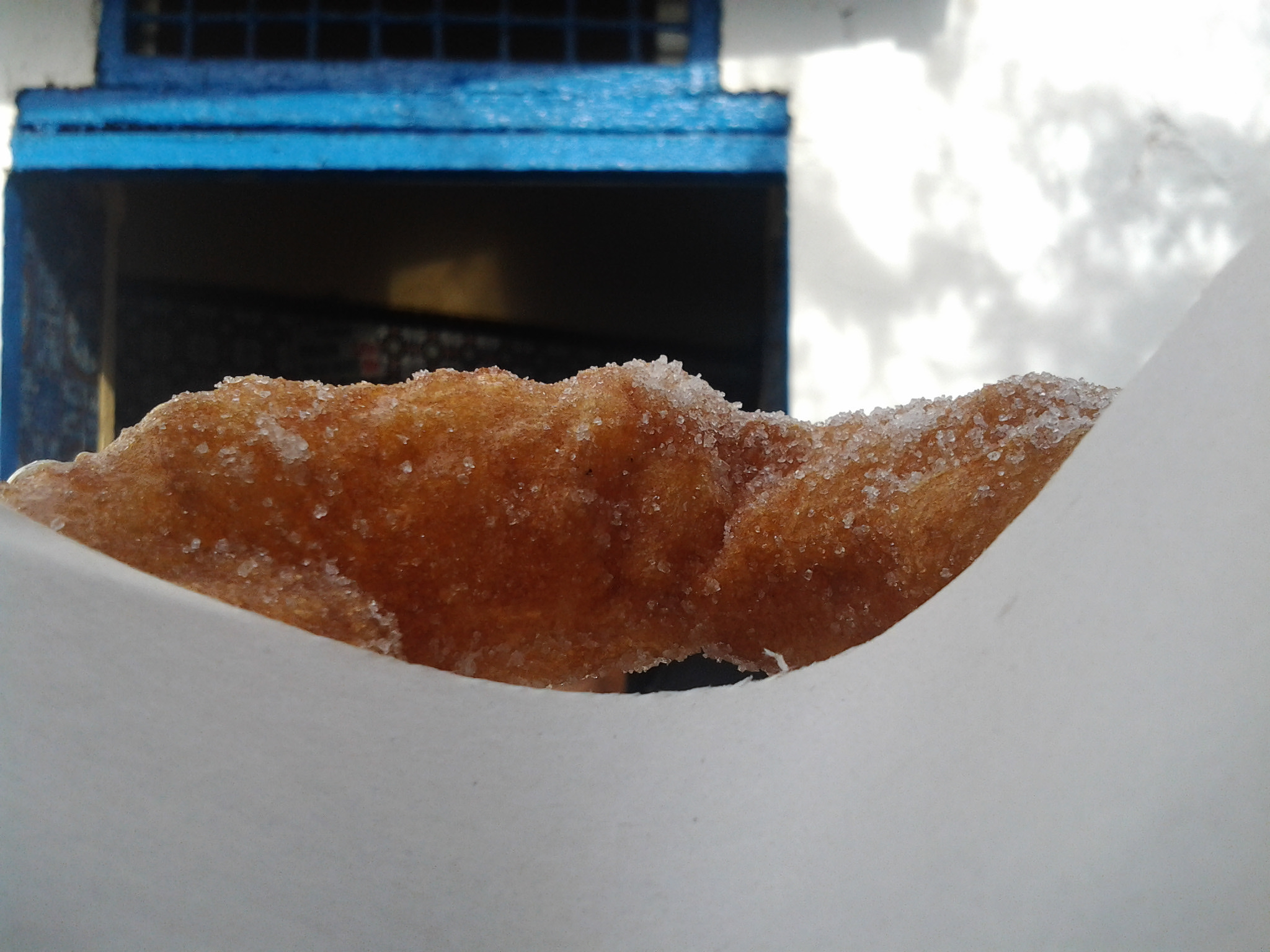
Bambaloni con azúcar en Sidi Bou Said

El Bambaloni es un dulce tipo beignet originario de Túnez. 
Puede ser hecho en casa o comprado en tiendas de comida rápida. Se prepara con una pasta de harina frita en aceite y se come espolvoreado con azúcar.